# Pirata (arácnido)
Pirata es un género de arañas araneomorfas de la familia Lycosidae. Se encuentra en América, Eurasia y África.

## Lista de especies
Según The World Spider Catalog 13.5:
- Pirata abalosi (Mello-Leitão, 1942)
- Pirata affinis Roewer, 1960
- Pirata africana (Roewer, 1960)
- Pirata alachuus Gertsch & Wallace, 1935
- Pirata albicomaculatus Franganillo, 1913
- Pirata allapahae Gertsch, 1940
- Pirata apalacheus Gertsch, 1940
- Pirata aspirans Chamberlin, 1904
- Pirata brevipes (Banks, 1893)
- Pirata browni Gertsch & Davis, 1940
- Pirata bryantae Kurata, 1944
- Pirata cereipes (L. Koch, 1878)
- Pirata chamberlini (Lessert, 1927)
- Pirata coreanus Paik, 1991
- Pirata davisi Wallace & Exline, 1978
- Pirata digitatus Tso & Chen, 2004
- Pirata felix O. Pickard-Cambridge, 1898
- Pirata hiteorum Wallace & Exline, 1978
- Pirata indigenus Wallace & Exline, 1978
- Pirata iviei Wallace & Exline, 1978
- Pirata mayaca Gertsch, 1940
- Pirata molensis (Strand, 1908)
- Pirata montanoides Banks, 1892
- Pirata montanus Emerton, 1885
- Pirata nanatus Gertsch, 1940
- Pirata niokolona Roewer, 1961
- Pirata pagicola Chamberlin, 1925
- Pirata pallipes (Blackwall, 1857)
- Pirata piratellus (Strand, 1907)
- Pirata piraticus (Clerck, 1757)
- Pirata piratimorphus (Strand, 1908)
- Pirata piscatorius (Clerck, 1757)
- Pirata praedo Kulczynski, 1885
- Pirata proximus O. Pickard-Cambridge, 1876
- Pirata rubicundicoloratus (Strand, 1906)
- Pirata sagitta (Mello-Leitão, 1941)
- Pirata sedentarius Montgomery, 1904
- Pirata seminolus Gertsch & Wallace, 1935
- Pirata soukupi (Mello-Leitão, 1942)
- Pirata spatulatus Chai, 1985
- Pirata spiniger (Simon, 1898)
- Pirata subannulipes (Strand, 1906)
- Pirata subniger Franganillo, 1913
- Pirata subpiraticus (Bösenberg & Strand, 1906)
- Pirata suwaneus Gertsch, 1940
- Pirata sylvanus Chamberlin & Ivie, 1944
- Pirata taurirtensis (Schenkel, 1937)
- Pirata tenuitarsis Simon, 1876
- Pirata timidus (Lucas, 1846)
- Pirata trepidus Roewer, 1960
- Pirata triens Wallace & Exline, 1978
- Pirata turrialbicus Wallace & Exline, 1978
- Pirata uliginosus (Thorell, 1856)
- Pirata velox Keyserling, 1891
- Pirata veracruzae Gertsch & Davis, 1940
- Pirata welakae Wallace & Exline, 1978
- Pirata werneri (Roewer, 1960)
- Pirata zavattarii (Caporiacco, 1941)